# Lenka Antošová
Lenka Antošová (Děčín, Checoslovaquia, 27 de septiembre de 1991) es una deportista checa que compitió en remo. Su hermana Jitka compitió en el mismo deporte.
Ganó cuatro medallas en el Campeonato Europeo de Remo entre los años 2009 y 2017.
Participó en tres Juegos Olímpicos de Verano, entre los años 2012 y 2020, ocupando el séptimo lugar en Londres 2012, en la prueba de doble scull.

## Palmarés internacional
| Campeonato Europeo | Campeonato Europeo       | Campeonato Europeo | Campeonato Europeo |
| Año                | Lugar                    | Medalla            | Prueba             |
| ------------------ | ------------------------ | ------------------ | ------------------ |
| 2009               | Poznań (Polonia)         | Medalla de plata   | Doble scull        |
| 2011               | Plovdiv (Bulgaria)       | Medalla de bronce  | Doble scull        |
| 2016               | Brandeburgo (Alemania)   | Medalla de bronce  | Doble scull        |
| 2017               | Račice (República Checa) | Medalla de oro     | Doble scull        |